# Істерія
Істерія (заст.  Гістерія, Сказ матки; (лат. hysteria, від дав.-гр. ὑστέρα — «матка»)) — застарілий медичний діагноз, в наш час відповідний низці психічних розладів легкого та середнього ступеня тяжкості. Використовувався для опису специфічних розладів самопочуття та поведінки у жінок, причиною яких довгий час вважалося блукання матки по організму (звідки й назва). Для істерії характерні демонстративні емоційні реакції (сльози, сміх, крики), судоми, параліч, втрата чутливості, глухота, сліпота, потьмарення свідомості, підвищена сексуальна активність та інші, нерідко вигадані прояви. Найчастіше на сеансах психокорекції шукали або дитячу психологічну травму, або «синдром гіперопіки». Вважалося, що істерії сприяють психологічний стрес, часті конфлікти, незадоволеність якоюсь сферою свого життя (у першу чергу особистою, сексуальною), соціальна дезадаптація, не реалізованість у чомусь.

## Опис

Лікування істерії за допомогою водного масажу.

З часів Стародавнього Єгипту (перший опис зустрічається в Кахунському медичному папірусі 1950 року до нашої ери) багато жіночих хвороб вважалися хворобами саме матки, хоча про розлади поведінки або емоцій там ще не говориться (хіба що згадується «лікування жінки, якій подобається бути в ліжку…» з діагнозом «спазми матки»). Діагноз «істерія» (від дав.-гр. ὑστέρα (hystera) — матка) вперше з'являється в Стародавній Греції й описаний Гіппократом. Його сучасник Платон описує «сказ», в який впадає матка жінки, не маючи можливості зачати. Виходячи з цих уявлень про природу істерії, припущень про можливість істерії у чоловіків довгий час не допускалося.

Опозиція між обсессією (чоловік) та істерією (жінка): обсессивний суб'єкт відкладає, затримує дію, чекаючи потрібного моменту, у той час як істерик своїми діями «забігає вперед», демонструючи тим самим хибність обсессивної позиції…
— Славой Жижек. Піднесений Об'єкт Ідеології. - Видавництво «Художній журнал», 1999. (Стор. 65)
Діагноз «істерія» був украй популярний у медицині кінця XIX — початку XX століття. На матеріалі істерії Ж. М. Шарко і З. Фрейд зробили ряд важливих відкриттів у лікуванні душевних розладів. Сьогодні ж цей діагноз офіційно не використовується ні в МКХ-10, згідно з яким цей «термін вживати небажано на увазі його багатозначності», ні в DSM-IV. Діагноз «істерія» розпався на численні більш конкретні діагнози, такі як:
- Тривожна істерія (F41.8)
- Диссоціатівні (конверсійні) розлади (F44)
- Соматоформні розлади (F45)
- Гістрионічний (раніше істеричний) розлад особистості (F60.4)

## Клінічний перебіг
Клінічні прояви істеричного припадку визначаються бурхливими хаотичними рухами — хворі розмахують руками, вигинаються («істерична дуга»), катаються по підлозі, дряпають себе, рвуть на собі одяг і т. д. Нерідко ридають, кричать. Зрідка зміст вигуків відповідає попередньому припадку психогенії. Рухи мають демонстративний характер. Під час нападу є лише часткове вимикання свідомості — хворі реагують на оклик, біль, зберігається реакція зіниць на світло.
Тривалість істеричного припадку досягає 10-30 хв. Обірвати напад можна, даючи вдихати хворому пари 10 % розчину аміаку (нашатирного спирту) та ін. При істерії можуть гостро виникнути істеричні паралічі, астазія-абазія, істеричні гіперкінези, тики, тремор, різноманітні порушення чутливості, мови, розлади функції органів чуття — істеричний амавроз (сліпота), глухота, сурдомутизм (глухонімота), мутизм. В останні роки клінічні прояви істерії змінилися — припадки, паралічі спостерігаються рідше, ніж іпохондричні та неврастеноподібні розлади.

## Гістріонний розлад особистості
Довгий час з істерією був асоційований особливий склад особистості, званий Гістріонним (раніше істеричним) розладом особистості. Йому притаманні поверховість суджень, сугестивність і самонавіюваність, схильність до фантазування, нестійкість настрою, прагнення привернути до себе увагу, театральність поведінки.